# ماریو پریشس
ماریو پریشس (انگلیسی: Mario Prezioso؛ زادهٔ ۱۵ آوریل ۱۹۹۶) بازیکن فوتبال اهل ایتالیا است.
از باشگاه‌هایی که در آن بازی کرده‌است می‌توان به باشگاه فوتبال ناپولی اشاره کرد.